# Sphaeromenes elizabethae
Sphaeromenes elizabethae är en stekelart som beskrevs av Vecht 1980. Sphaeromenes elizabethae ingår i släktet Sphaeromenes och familjen Eumenidae. Inga underarter finns listade i Catalogue of Life.